# Diphasiastrum thyoides
Diphasiastrum thyoides es una especie de planta de la familia Lycopodiaceae, que se encuentra desde México hasta el norte de Argentina y Uruguay, y en las Antillas.

## Descripción
Terrestre, presenta tallos cilíndricos rastreros de 1 cm de diámetro, radicantes en la base, con licofilos pequeños, isomorfos de 3 a 4 mm por 0,3a 0,4 mm. Tallos principales erectos de 30 a 45 cm de altura, con licofilos, lineal-subulados, de 2 a 3 mm por 0,3 a 0,5 mm, dispuestos helicoidalmente. Tallos laterales de ramificación dicotómica, aplanados dorsiventralmente, licofilos adpresos, dispuestos en cuatro hileras,, una dorsal y una ventral de licofilos angostos y dos laterales de licofilos más anchos. Tallos fértiles que nacen lateralmente de la parte basal de los ejes erectos, ramificados en el ápice dicotómicamente, de 15 a 20 cm de largo, licofilos basales muy próximos. Estróbilos, 4 a 8 por tallo fértil de 20 a 40 mm por 2,5 a 3,3 mm, sobre pedúnculos con licofilos muy reducidos y espaciados, esporas reticuladas. Esporofilos subpeltados, deltoides, acuminados, dispuestos helicoidalmente, con márgenes  de 2 a 2,5 mm por  1,3 a 1,5 mm. Esporas globoso-tetraédricas, anisopolares, contorno circular, con ornamentación muriforme. Diámetro de (35) 35(37) ± 1,20 µm, reticuladas en la cara distal y proximal. Retículo distal regular, con aréolas amplias y grandes y superficie con microgránulos y micropliegues, retículo proximal irregular, superficie de la cara proximal con microgránulos.